# Parfumerie

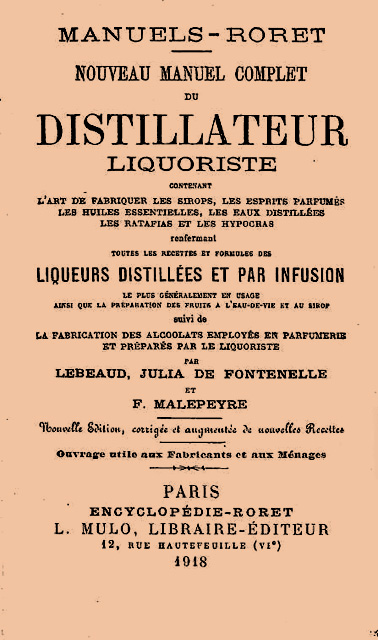
Manuel du distillateur liquoriste suivi de la distillation des alcoolats employés en parfumerie, 1918.

La parfumerie est l’art et l’industrie de la fabrication de parfums. C’est aussi le lieu où l’on fabrique ou vend les parfums. Le mot tire sa racine du latin per-fumum, soit « à travers la fumée ».

## Un art social
L’art de la parfumerie fine est celui de l’assemblage dosé et contrôlé de plusieurs substances odorantes d’origine naturelle et artificielle afin de créer une odeur agréable et séductrice. Les critères de l’« esthétique olfactive » sont très contrastés selon les périodes et les cultures que l’on aborde. La nécessité et l’usage des parfums traversent les siècles et les continents aux côtés des grands arts classiques. La parfumerie suit la grandeur et le déclins des civilisations. Confiné aux rites religieux durant les premiers siècles de l’Histoire, cet art majeur quitte les temples pour entrer dans le monde profane durant la période gréco-romaine. La verrerie antique témoigne de l’usage intensif des huiles parfumées autour du bassin méditerranéen.

### Historique
En Europe, le parfum se développe considérablement dès la Renaissance sous l'impulsion de Catherine de Médicis qui en fait un objet de mode à Paris, notamment avec les gants parfumés. Il faut dire que l'époque est propice au développement de techniques nouvelles, notamment dans le domaine de la chimie. Ces progrès permettent d'améliorer le processus de fabrication des parfums, notamment l'extraction des essences et la distillation. C'est à cette époque que la ville de Grasse accroît sa réputation dans la commercialisation de gants de cuir parfumés, un objet alors très recherché.

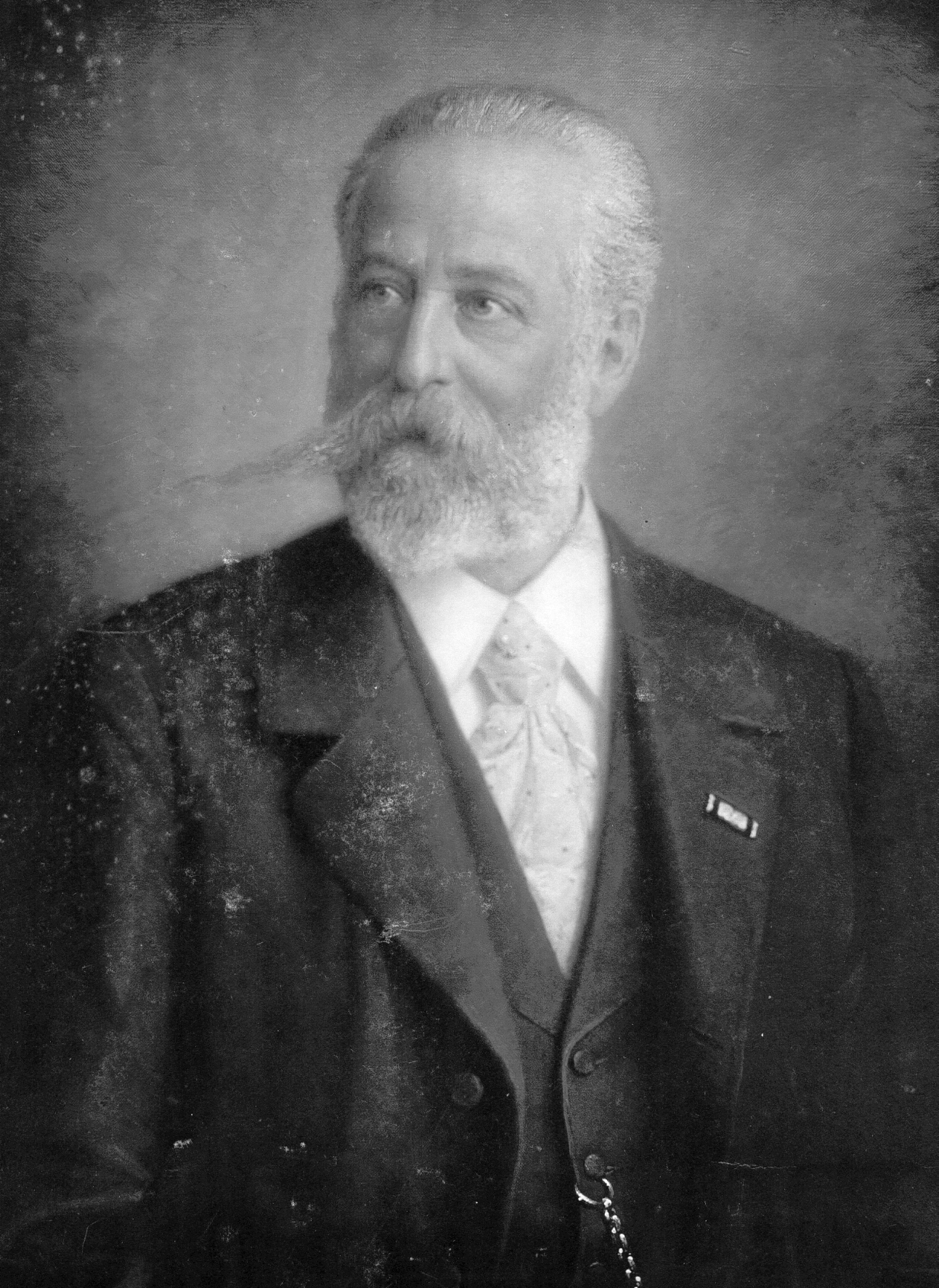
Jean-Marie Farina.

Quelques parfumeurs ont marqué leur temps, et quelquefois l’histoire de la parfumerie. En 1709, Jean Marie Farina fonde la maison de parfum, Farina gegenüber à Cologne qui est aujourd’hui la plus ancienne maison de parfum du monde. Il appelle son nouveau parfum Eau de Cologne en honneur de sa ville. Il rend Cologne célèbre dans le monde entier en tant que ville du parfum. En 1775, Jean-François Houbigant s'installe à Paris au 19 de la rue du Faubourg-Saint-Honoré en choisissant comme enseigne « À la corbeille de fleurs ». 
Autre acteurs majeurs dans l’histoire du parfum : les membres de la famille Guerlain, dont la dynastie commence avec Pierre-François Guerlain, qui ouvre une parfumerie à Paris en 1828. En 1853, la maison Guerlain crée l’Eau de l’Impératrice, et devient le premier fournisseur de Napoléon III. Mais la date la plus importante est sans doute 1889, année où Aimé Guerlain crée Jicky, considéré comme le premier grand parfum français, le premier alliant essences naturelles et essences de synthèse. S’ensuivra la création d’un parfum destiné aux hommes, Mouchoir de Monsieur (1904) composé par Jacques Guerlain à une époque où l’homme est encore très rétif au parfum.
Autre grand succès de Jacques Guerlain, Shalimar créé en (1925) souvent copié[réf. nécessaire].
Citons aussi un autre grand parfumeur « indépendant », François Coty, surtout connu pour Le Chypre de Coty (1917), un parfum d’une telle renommée qu’il donnera naissance à une famille olfactive. On doit à François Coty un certain nombre d’innovations dans le marketing : création d’une gamme de produits dérivés à partir d’un parfum (rouge à lèvres, poudre de riz…) ; création de flacons prestigieux produits par les maisons les plus célèbres, notamment Lalique.
Autrement, les génies de la parfumerie, également appelés « nez », demeurent bien moins connus que les parfums qu’ils ont créés. C’est à Ernest Beaux que l’on doit le No 5 de Chanel. Edmond Roudnitska a créé pour Dior Diorissimo et Eau sauvage. Henri Alméras a composé pour Jean Patou Joy (1929), lancé à l’époque comme étant le parfum le plus cher du monde.
Si les parfumeurs les plus célèbres ont longtemps été majoritairement des hommes, depuis quelques dizaines d’années, on voit apparaître des femmes parfumeurs de renom, comme Sophia Grosjman (Trésor de Lancôme, Paris d'Yves Saint Laurent), Sophie Labbé (Organza de Givenchy, Emporio Armani Homme), Annick Menardo (Lolita Lempicka, Hypnose de Lancôme), Olivia Giacobetti, Françoise Caron (Eau d'Orange Verte d'Hermès, Apparition d'Ungaro), Isabelle Doyen (parfums Annick Goutal), Céline Ellena (parfums The Different Company)... Le métier de parfumeur au féminin n'est toutefois pas nouveau, une des femmes précurseurs étant Germaine Cellier (1909-1976), créatrice de parfums pour des marques comme Balmain ou Robert Piguet.

### Les parfumeurs

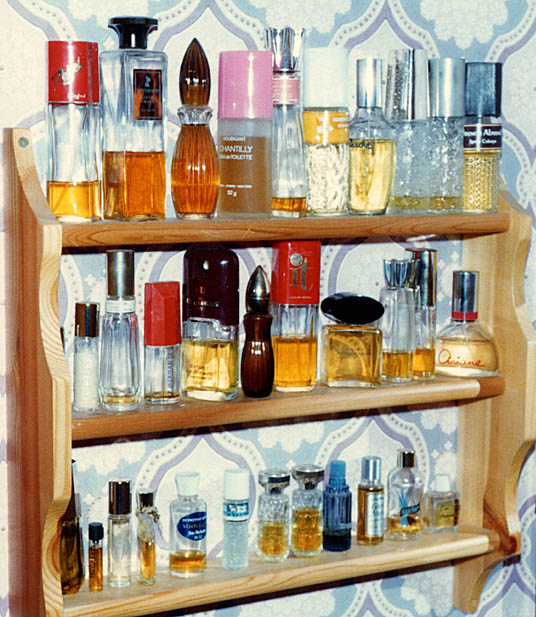
Gamme de parfums.

À l’origine, les parfumeurs étaient des artisans qui vivaient exclusivement de leur art, tels Jean Marie Farina, François Coty ou la famille Guerlain. Mais le XXe siècle a vu apparaître des parfums liés aux maisons de couture, dont le plus célèbre reste le No 5 de Chanel. Au fil du temps, les parfumeurs se sont effacés derrière des marques de plus en plus puissantes et sont devenus des prestataires au service de la griffe prestigieuse pour laquelle ils créent, mais à laquelle ils ne sont plus exclusivement attachés. Aujourd’hui et à de rares exceptions (Chanel, Guerlain, Patou, Hermès, Cartier ont tous les cinq leur propre parfumeur maison), les parfumeurs sont salariés de groupes chimiques internationaux. Si les sociétés de parfumeurs étaient historiquement situées à Grasse comme le français Mane, les plus grandes d’entre elles sont aujourd’hui suisses comme les genevois Firmenich et Givaudan ou américains comme la société IFF. Quand une marque décide de lancer un nouveau parfum, les parfumeurs sont mis en compétition les uns contre les autres. Finalement et après de multiples essais et tests auprès des consommateurs, un seul parfum sera finalement retenu et lancé sur le marché, portant le nom de la marque et non plus celui de son créateur.
Aujourd'hui, il est très important de savoir qu'on ne dit pas d'un parfumeur qu'il est un « nez ». En effet, très communément, on pense qu'il est très honorifique de désigner un parfumeur par le terme « nez » or c'est complètement faux. C'est un abus de langage qui peut être très mal perçu dans le domaine de la parfumerie.[réf. souhaitée]

## Grasse, capitale de la parfumerie

### Activité historique

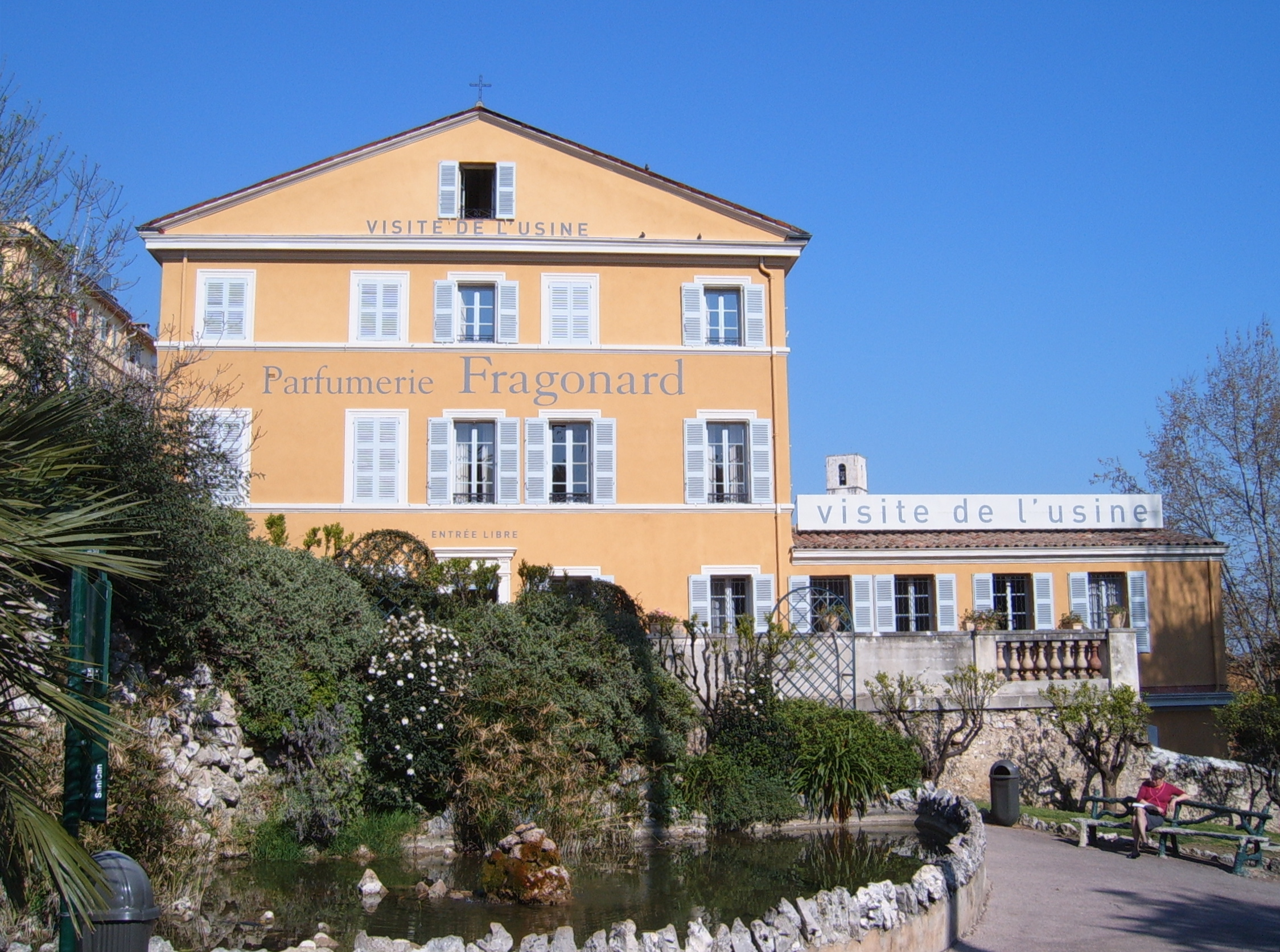
Parfumerie Fragonard à Grasse.

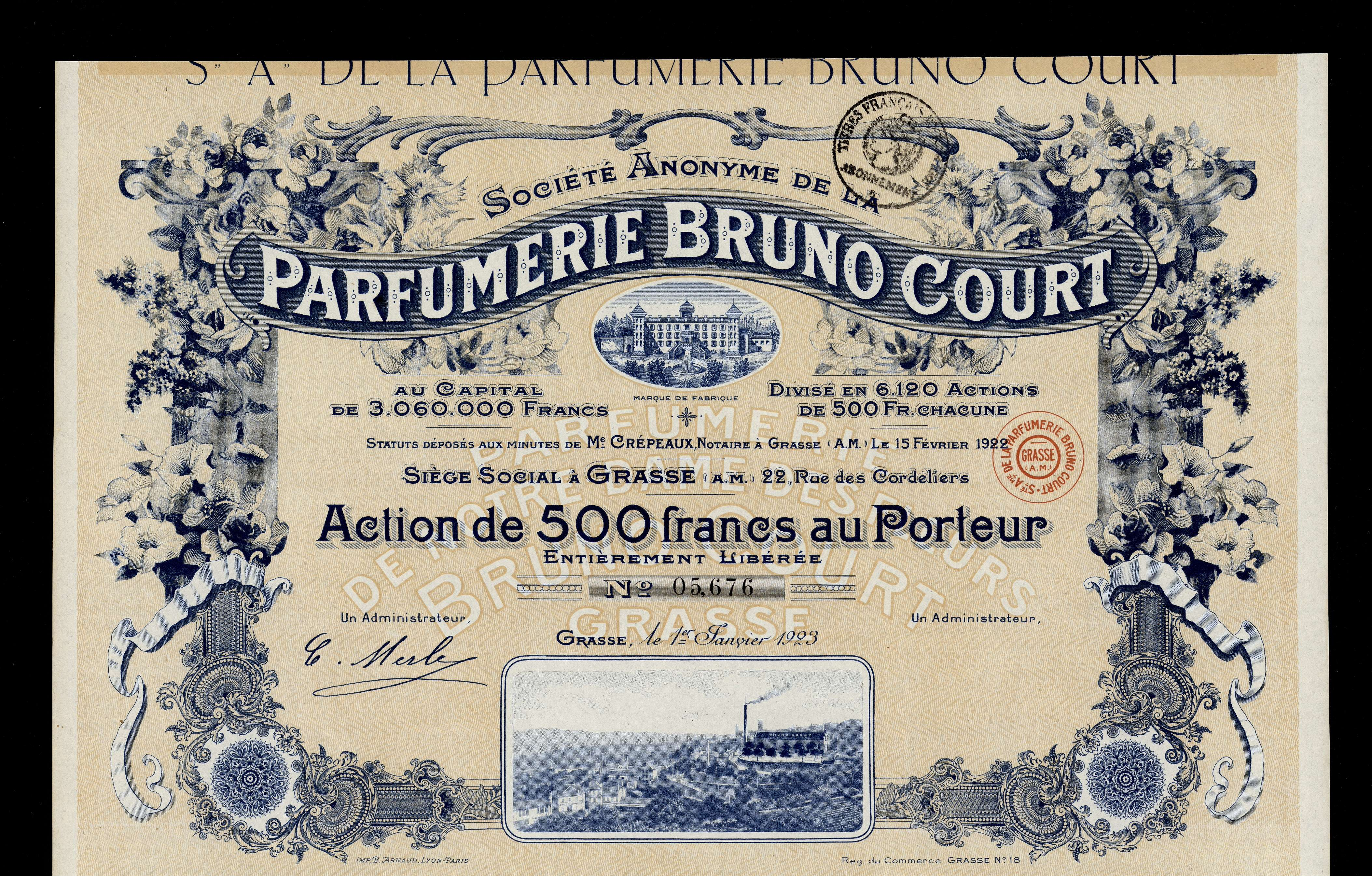
Action de la S. A. de la Parfumerie Bruno Courte en date du 1 janvier 1923

Au Moyen Âge, Grasse se spécialise dans le tannage du cuir. Une fois tannés, les cuirs sont souvent exportés vers Gênes ou Pise avec qui Grasse avait fait une alliance commerciale. Plusieurs siècles de cette intense activité furent les témoins de nombreux progrès techniques des industries de tannerie. Les cuirs de Grasse acquirent une réputation de grande qualité.
Mais le cuir sent mauvais, chose qui ne plaît pas à la noblesse qui porte des gants en cette matière. C’est Galimard, tanneur à Grasse qui a l’idée de créer des gants en cuir parfumé. Il en offre une paire à Catherine de Médicis qui est séduite par le cadeau. Dès lors, le produit se répand à la Cour et dans toute la haute société et il fit de Grasse une réputation mondiale. Nous sommes au XVIIe siècle, c’est la grande époque des « Gantiers Parfumeurs ». Mais les taxes sur le cuir et la concurrence de Nice firent décliner l’industrie du cuir à Grasse et au cuir succéda le parfum.
Les senteurs rares du pays de Grasse (lavande, myrte, jasmin, rose, fleur d'oranger sauvage, mimosa) firent de Grasse une capitale mondiale du parfum. Le jasmin occupait il y a encore quelques décennies une main-d’œuvre importante : les fleurs devaient être cueillies à la main au lever du jour, au moment où leur parfum est le plus développé, pour être traitées immédiatement par enfleurage à froid.
Aujourd’hui encore, la parfumerie demeure le principal pôle industriel de Grasse. Un réseau d'une soixantaine d'entreprises y emploient 3 500 personnes dans la ville et les environs. En comptant les emplois induits ce sont près de 10 000 Grassois qui vivent des parfums. Presque la moitié de la taxe professionnelle de la ville provient de ce pôle industriel qui devance le tourisme et les services.
L’activité de la parfumerie à Grasse va de la production de matières premières naturelles (huiles essentielles, huiles concrètes, huiles absolues, résinoïdes, et de distillation moléculaire) à la fabrication de concentré, appelé aussi le jus. C’est ce concentré qui dilué dans, au moins, 80 % d’alcool permet d'obtenir du parfum. Les arômes alimentaires, qui se développent depuis les années 1970, comptent pour plus de la moitié des débouchés de la production. Le bassin de Grasse à encore un rôle de premier plan dans le monde de la parfumerie, il représente près de la moitié de l’activité française de la parfumerie et des arômes et autour de 7-8 % de l’activité mondiale.

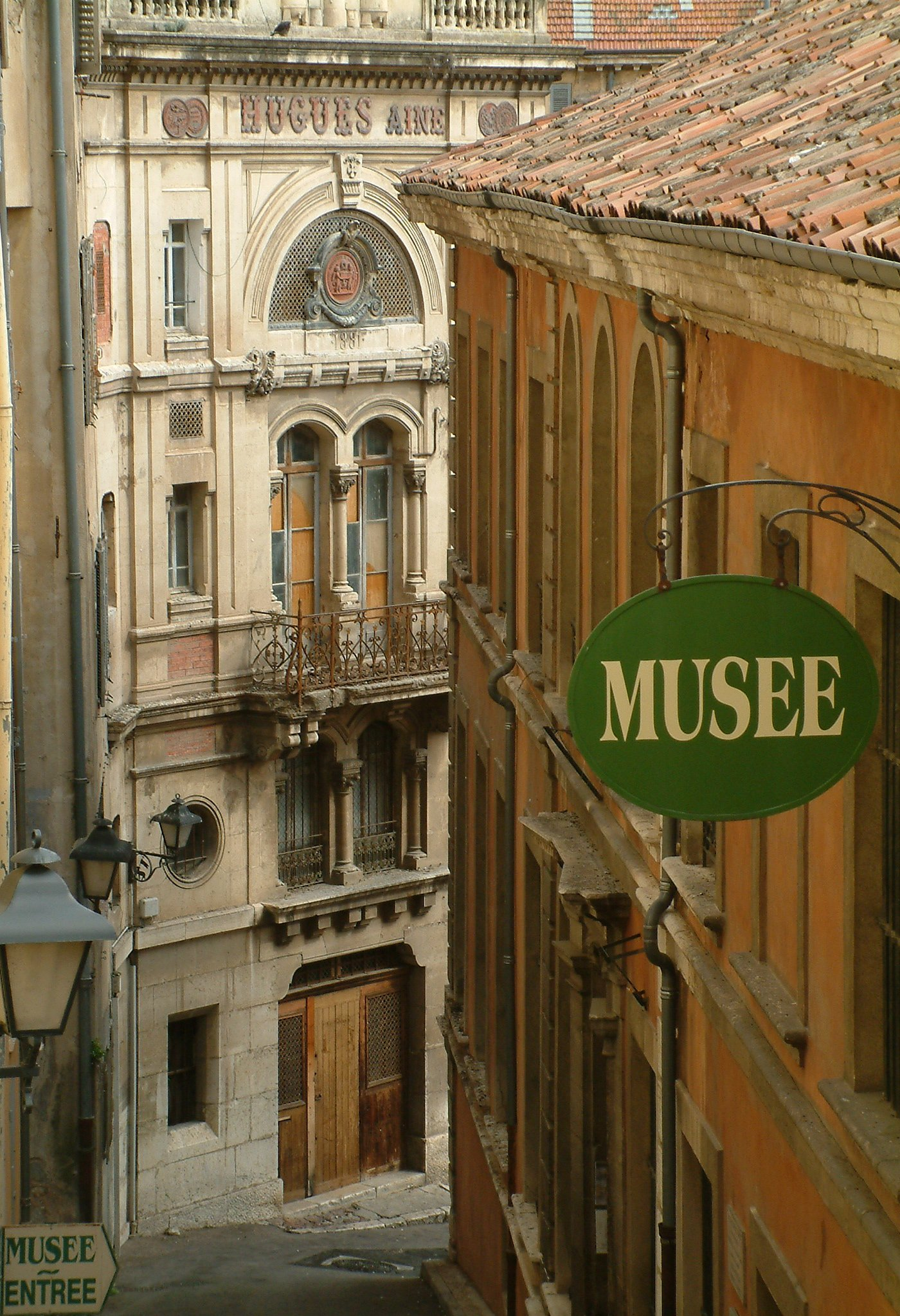
Ancienne parfumerie Hugues Ainé (au fond).

Durant les années 1960 et 1970 de grands groupes internationaux ont progressivement racheté les usines locales familiales (Chiris, Givaudan-Roure et Lautier par exemple). La production a souvent été délocalisée. Mais l'industrie grassoise achève une longue mutation, il y a encore 30 ans la plupart des entreprises se focalisaient sur la production de matières premières. Cependant un parfum contient de nos jours une majorité écrasante de produits chimiques de synthèse. Les entreprises se sont donc adaptées en se tournant vers l’aromatique de synthèse et notamment vers les arômes alimentaires. Face aux multinationales de la chimie, les industries grassoises ne peuvent rivaliser, elles profitent cependant d'avantages de taille tels que la connaissance des matières premières, les installations, les sous-traitants, etc. En outre, de grandes marques comme Chanel possèdent leurs propres plantations de roses et de jasmins à Grasse.

### Repères économiques
L'industrie de la parfumerie a permis à Grasse de conserver un secteur secondaire puissant autour de la filière arômes et parfums qui est reconnue internationalement : 10 % du chiffre d'affaires mondial de cette filière et 50 % du chiffre d'affaires national est réalisé à Grasse. De fait, la ville constitue avec d'autres zones des régions Provence-Alpes-Côte d'Azur et Rhône-Alpes un pôle de compétitivité national labellisé en juillet 2005 intitulé P.A.S.S (Parfums-Arômes-Senteurs-Saveurs). Le pôle parfums emploie 3 500 salariés directement et plus de 10 000 indirectement, des taux qui augmentent de 3 à 4 % par an.

## Représentations dans les arts
Le roman Le Parfum, roman allemand de Patrick Süskind paru en 1985, relate l'histoire d'un homme doué d'un odorat exceptionnellement développé en quête du secret de la conception du parfum parfait.

## À l'ère du numérique
Tenter de numériser le parfum dans le cyberespace se heurte à des limites théoriques sur les mécanismes d'olfaction, qui permettraient à des logiciels de coder et décoder des signaux relatifs aux odeurs, sur l'absence d'interfaces pour les utilisateurs, soit par les outils de fixation, soit par l'intelligence artificielle, soit par la stimulation du cerveau. Le marché potentiel représente « des perspectives économiques considérables ». En partenariat avec des chercheurs des neurosciences et en informatique elle essaie de réfléchir à comment « faire sentir sur internet ». De nouvelles applications comme celles « d’e-nose », « d’i-sent » ou des créations d’« e-mails parfumés » montrent à quel point la Parfumerie a compris que sa survie passerait par une utilisation massive de la numérisation. (Vosnaki, E.2020).